# Trophée LEN masculin 2010-2011
Navigation
Édition précédente Édition suivante
Le trophée LEN masculin 2010-2011 est la dix-neuvième édition du trophée de la Ligue européenne de natation, la seconde compétition annuelle des meilleurs clubs européens de water-polo masculin. Y participent ceux qui n'ont pas pu se qualifier pour les tours de qualifications ou le tour préliminaire de l'Euroligue.
Elle est organisée par la Ligue européenne de natation (LEN) du 7 octobre 2010 au 27 avril 2011, date du match retour de la finale remportée par le club italien Rari Nantes Savona.
En juillet 2011, la compétition est renommée LEN Euro Cup pour la saison 2011-2012.

## Participants
Vingt-et-une équipes représentant quatorze fédérations sont inscrites au premier tour rejointes au second tour par les seize éliminés des deux premiers tours de qualification de l'Euroligue 2010-2011. En tout, trente-sept équipes de dix-sept pays ont tenté d'accéder aux huitièmes de finale.
Chaque fédération peut inscrire deux équipes au premier tour : 
- les troisièmes et quatrièmes des championnats nationaux si les deux places de l'Euroligue sont utilisées (quatrième et cinquième dans le cas des huit fédérations représentées par trois clubs),
- ou le champion ou le vice-champion pour les fédérations et les équipes estimant leurs capacités sportives ou financières insuffisantes pour participer à l'Euroligue.

| Deuxième tour de qualification (éliminés des tours de qualification de l'Euroligue) | Deuxième tour de qualification (éliminés des tours de qualification de l'Euroligue) | Deuxième tour de qualification (éliminés des tours de qualification de l'Euroligue) | Deuxième tour de qualification (éliminés des tours de qualification de l'Euroligue) | Deuxième tour de qualification (éliminés des tours de qualification de l'Euroligue) | Deuxième tour de qualification (éliminés des tours de qualification de l'Euroligue) | Deuxième tour de qualification (éliminés des tours de qualification de l'Euroligue) | Deuxième tour de qualification (éliminés des tours de qualification de l'Euroligue) |
| ----------------------------------------------------------------------------------- | ----------------------------------------------------------------------------------- | ----------------------------------------------------------------------------------- | ----------------------------------------------------------------------------------- | ----------------------------------------------------------------------------------- | ----------------------------------------------------------------------------------- | ----------------------------------------------------------------------------------- | ----------------------------------------------------------------------------------- |
| (1er)                                                                               | Spandau 04                                                                          | (1er)                                                                               | CN Marseille                                                                        | (1er)                                                                               | Schuurman BRC                                                                       | (1er)                                                                               | CSM Oradea                                                                          |
| (1er)                                                                               | ČH Hornets Košice                                                                   | (1er)                                                                               | Galatasaray SK                                                                      | (2e)                                                                                | ASC Duisburg                                                                        | (2e)                                                                                | CN Terrassa                                                                         |
| (2e)                                                                                | Montpellier WP                                                                      | (2e)                                                                                | Panionios GSS F                                                                     | (2e)                                                                                | RN Savona F                                                                         | (2e)                                                                                | Sintez Kazan                                                                        |
| (2e)                                                                                | İstanbul Yüzme İK                                                                   | (3e)                                                                                | NO Vouliagménis                                                                     | (3e)                                                                                | Brixia Leonessa                                                                     | (3e)                                                                                | Shturm 2002                                                                         |
| Premier tour de qualification                                                       |                                                                                     |                                                                                     |                                                                                     |                                                                                     |                                                                                     |                                                                                     |                                                                                     |
| (1er)                                                                               | VK Koper                                                                            | (2e)                                                                                | Ligamus                                                                             | (3e)                                                                                | FNC Douai                                                                           | (4e)                                                                                | SSV Esslingen                                                                       |
| (4e)                                                                                | ON Nice                                                                             | (4e)                                                                                | Ferencvárosi TC                                                                     | (4e)                                                                                | CN Posillipo                                                                        | (4e)                                                                                | VA Cattaro                                                                          |
| (1/4F)                                                                              | SV Weiden 1921                                                                      | (5e)                                                                                | Domino Honvéd                                                                       | (5e)                                                                                | RN Florentia                                                                        | (5e)                                                                                | VK ŽAK                                                                              |
| (5e)                                                                                | PVK Val Prčanj                                                                      | (?)                                                                                 | NO Patras                                                                           | (?)                                                                                 | PAOK                                                                                | (?)                                                                                 | Belfast W                                                                           |
| (?)                                                                                 | ASA Tel-Aviv                                                                        | (?)                                                                                 | Dinamo Moscou                                                                       | (?)                                                                                 | Enka SK                                                                             | (?)                                                                                 | Orta Doğu                                                                           |
| (?)                                                                                 | Ilyichivets Mariupol                                                                |                                                                                     |                                                                                     |                                                                                     |                                                                                     |                                                                                     |                                                                                     |

Légende :
- pour les équipes inscrites au premier tour : une flèche verte ascendante pour la qualification au second tour, deux flèches pour celle aux huitièmes de finale, trois pour celle aux quarts de finale, quatre pour celle aux demi-finales ;
- pour les équipes inscrites au second tour : une flèche verte ascendante pour la qualification aux huitièmes de finale, deux pour celle aux quarts de finale, trois pour celle aux demi-finales, un « F » pour le finaliste et un « V » pour le vainqueur.

## Déroulement
En octobre 2010, le premier tour de qualification permet de conserver seize équipes.
Pendant le second tour, les seize clubs du premier tour sont confrontés en groupe de quatre aux seize éliminés du premier tour et du deuxième tour de l'Euroligue. Après des rencontres en trois jours consécutifs, les deux premiers de chaque groupe se qualifient pour les huitièmes de finale.
La phase à élimination directe se joue en matches aller-retour au meilleur du score cumulé des huitièmes jusqu'à la finale, du 13 novembre 2010 jusqu'au 27 avril 2011.

## Phase qualificative

### Premier tour
Le premier tour a lieu entre le jeudi 7 et le dimanche 10 octobre 2010. Les quatre premiers de chaque groupe se qualifient pour le second tour.
Le tirage au sort des groupes a lieu le 6 août 2010 à Stuttgart, en Allemagne.

#### Groupe A
Les matches du groupe A se jouent à Tbilissi, en Géorgie.
| Rang | Équipe                    | Pts | J | G | N | P | Bp | Bc | Diff |
| ---- | ------------------------- | --- | - | - | - | - | -- | -- | ---- |
| 1    | Circolo Nautico Posillipo | 15  | 5 | 5 | 0 | 0 | 70 | 30 | +40  |
| 2    | Domino Budapest Honvéd SE | 12  | 5 | 4 | 0 | 1 | 74 | 23 | +51  |
| 3    | Olympic Nice Natation     | 9   | 5 | 3 | 0 | 2 | 44 | 42 | +2   |
| 4    | Ligamus                   | 6   | 5 | 2 | 0 | 3 | 63 | 49 | +14  |
| 5    | ASA Tel-Aviv              | 3   | 5 | 1 | 0 | 4 | 31 | 73 | -42  |
| 6    | Enka Spor Kulübü          | 0   | 5 | 0 | 0 | 5 | 21 | 86 | -65  |

| Date       |                                        | Score |                                        | Quarts-temps          |
| ---------- | -------------------------------------- | ----- | -------------------------------------- | --------------------- |
| 7 octobre  | Domino Budapest Honvéd Sport Egyesület | 11-2  | Olympic Nice Natation                  | 4-0 ; 2-2 ; 4-0 ; 1-0 |
| 7 octobre  | Circolo Nautico Posillipo              | 19-1  | Enka Spor Kulübü                       | 3-0 ; 5-0 ; 4-1 ; 7-0 |
| 7 octobre  | Ligamus                                | 18-4  | ASA Tel-Aviv                           | 6-1 ; 3-0 ; 5-1 ; 4-2 |
| 8 octobre  | Circolo Nautico Posillipo              | 11-6  | Olympic Nice Natation                  | 4-0 ; 2-4 ; 2-1 ; 3-1 |
| 8 octobre  | Domino Budapest Honvéd Sport Egyesület | 18-5  | ASA Tel-Aviv                           | 6-1 ; 5-2 ; 3-1 ; 4-1 |
| 8 octobre  | Ligamus                                | 21-3  | Enka Spor Kulübü                       | 5-1 ; 4-1 ; 6-1 ; 6-0 |
| 8 octobre  | Circolo Nautico Posillipo              | 16-6  | ASA Tel-Aviv                           | 6-0 ; 3-2 ; 4-3 ; 3-2 |
| 8 octobre  | Enka Spor Kulübü                       | 7-16  | Olympic Nice Natation                  | 0-5 ; 1-5 ; 2-2 ; 4-4 |
| 8 octobre  | Ligamus                                | 7-18  | Domino Budapest Honvéd Sport Egyesület | 1-7 ; 1-4 ; 4-4 ; 1-3 |
| 9 octobre  | Enka Spor Kulübü                       | 10-11 | ASA Tel-Aviv                           | 2-2 ; 4-3 ; 4-2 ; 0-4 |
| 9 octobre  | Ligamus                                | 8-9   | Olympic Nice Natation                  | 2-2 ; 2-1 ; 2-0 ; 2-6 |
| 9 octobre  | Domino Budapest Honvéd Sport Egyesület | 8-9   | Circolo Nautico Posillipo              | 3-3 ; 2-2 ; 2-1 ; 1-3 |
| 10 octobre | Domino Budapest Honvéd Sport Egyesület | 19-0  | Enka Spor Kulübü                       | 6-0 ; 5-0 ; 4-0       |
| 10 octobre | Olympic Nice Natation                  | 11-5  | ASA Tel-Aviv                           | 4-1 ; 2-1 ; 3-3 ; 2-0 |
| 10 octobre | Ligamus                                | 9-15  | Circolo Nautico Posillipo              | 2-1 ; 1-4 ; 2-5 ; 4-5 |

#### Groupe B
Les matches du groupe B se jouent à Kotor, au Monténégro.
| Rang | Équipe                            | Pts | J | G | N | P | Bp | Bc | Diff |
| ---- | --------------------------------- | --- | - | - | - | - | -- | -- | ---- |
| 1    | Vaterpolo Akademija Cattaro       | 9   | 4 | 3 | 0 | 1 | 44 | 32 | +12  |
| 2    | Francs nageurs cheminots de Douai | 9   | 4 | 3 | 0 | 1 | 39 | 30 | +9   |
| 3    | Vaterpolo klub ŽAK                | 9   | 4 | 3 | 0 | 1 | 35 | 24 | +11  |
| 4    | Ilyechevets Mariupol              | 3   | 4 | 1 | 0 | 2 | 41 | 43 | -2   |
| 5    | Schwimmverein Weiden 1921         | 0   | 4 | 0 | 0 | 4 | 22 | 52 | -30  |

| Date       |                                   | Score |                                   | Quarts-temps          |
| ---------- | --------------------------------- | ----- | --------------------------------- | --------------------- |
| 7 octobre  | Francs nageurs cheminots de Douai | 6-7   | Vaterpolo klub ŽAK                | 1-1 ; 2-2 ; 1-2       |
| 7 octobre  | Vaterpolo Akademija Cattaro       | 12-7  | Schwimmverein Weiden 1921         | 3-2 ; 2-1 ; 4-2 ; 3-2 |
| 8 octobre  | Ilyechevets Mariupol              | 7-9   | Vaterpolo klub ŽAK                | 3-1 ; 3-2 ; 0-2 ; 1-4 |
| 8 octobre  | Schwimmverein Weiden 1921         | 5-12  | Francs nageurs cheminots de Douai | 2-3 ; 1-4 ; 0-4 ; 2-1 |
| 8 octobre  | Ilyechevets Mariupol              | 14-8  | Schwimmverein Weiden 1921         | 4-3 ; 4-0 ; 4-2 ; 2-3 |
| 8 octobre  | Vaterpolo Akademija Cattaro       | 8-10  | Francs nageurs cheminots de Douai | 1-2 ; 1-2 ; 3-2 ; 3-4 |
| 9 octobre  | Ilyechevets Mariupol              | 10-11 | Francs nageurs cheminots de Douai | 1-4 ; 3-3 ; 3-2       |
| 9 octobre  | Vaterpolo Akademija Cattaro       | 9-5   | Vaterpolo klub ŽAK                | 2-1 ; 3-1 ; 3-2 ; 1-1 |
| 10 octobre | Vaterpolo Akademija Cattaro       | 15-10 | Ilyechevets Mariupol              | 6-3 ; 4-1 ; 2-3 ; 3-3 |
| 10 octobre | Vaterpolo klub ŽAK                | 14-2  | Schwimmverein Weiden 1921         | 2-0 ; 2-2 ; 4-0 ; 6-0 |

#### Groupe C
Les matches du groupe C se jouent à Esslingen am Neckar, en Allemagne.
| Rang | Équipe                       | Pts | J | G | N | P | Bp | Bc | Diff |
| ---- | ---------------------------- | --- | - | - | - | - | -- | -- | ---- |
| 1    | Ferencváros Torna Club       | 12  | 4 | 4 | 0 | 0 | 70 | 22 | +48  |
| 2    | Dinamo Moscou                | 9   | 4 | 3 | 0 | 1 | 40 | 33 | +7   |
| 3    | Naftikós Ómilos Patras       | 6   | 4 | 2 | 0 | 2 | 50 | 30 | +20  |
| 4    | Schwimmsportverein Esslingen | 3   | 4 | 1 | 0 | 3 | 28 | 52 | -24  |
| 5    | Belfast Wolfhounds           | 0   | 4 | 0 | 0 | 4 | 16 | 66 | -50  |

| Date       |                              | Score |                        | Quarts-temps          |
| ---------- | ---------------------------- | ----- | ---------------------- | --------------------- |
| 8 octobre  | Naftikós Ómilos Patras       | 18-4  | Belfast Wolfhounds     | 6-0 ; 4-1 ; 4-3 ; 4-0 |
| 8 octobre  | Dinamo Moscou                | 8-14  | Ferencváros Torna Club | 2-3 ; 2-3 ; 4-4 ; 1-4 |
| 8 octobre  | Naftikós Ómilos Patras       | 8-9   | Dinamo Moscou          | 1-2 ; 4-3 ; 0-1 ; 3-3 |
| 8 octobre  | Schwimmsportverein Esslingen | 11-4  | Belfast Wolfhounds     | 4-1 ; 1-1 ; 3-0 ; 3-2 |
| 9 octobre  | Schwimmsportverein Esslingen | 6-8   | Dinamo Moscou          | 0-1 ; 2-4 ; 1-1 ; 3-2 |
| 9 octobre  | Ferencváros Torna Club       | 10-7  | Naftikós Ómilos Patras | 4-1 ; 4-2 ; 1-2       |
| 9 octobre  | Ferencváros Torna Club       | 22-3  | Belfast Wolfhounds     | 6-0 ; 5-1 ; 6-1 ; 5-1 |
| 9 octobre  | Schwimmsportverein Esslingen | 7-17  | Naftikós Ómilos Patras | 1-5 ; 2-5 ; 4-3 ; 0-4 |
| 10 octobre | Belfast Wolfhounds           | 5-15  | Dinamo Moscou          | 1-3 ; 1-1 ; 2-7 ; 1-4 |
| 10 octobre | Schwimmsportverein Esslingen | 4-24  | Ferencváros Torna Club | 1-8 ; 0-6 ; 2-4 ; 0-6 |

#### Groupe D
Les matches du groupe D se jouent à Koper, en Slovénie.
| Rang | Équipe                | Pts | J | G | N | P | Bp | Bc | Diff |
| ---- | --------------------- | --- | - | - | - | - | -- | -- | ---- |
| 1    | Rari Nantes Florentia | 12  | 4 | 4 | 0 | 0 | 60 | 25 | +35  |
| 2    | Vaterpolo Klub Koper  | 9   | 4 | 3 | 0 | 1 | 51 | 20 | +31  |
| 3    | PAOK                  | 6   | 4 | 2 | 0 | 2 | 35 | 15 | +20  |
| 4    | PVK Val Prčanj        | 3   | 4 | 1 | 0 | 3 | 34 | 51 | -17  |
| 5    | Orta Doğu             | 0   | 4 | 0 | 0 | 4 | 16 | 73 | -57  |

| Date       |                       | Score |                       | Quarts-temps          |
| ---------- | --------------------- | ----- | --------------------- | --------------------- |
| 7 octobre  | Orta Doğu             | 3-20  | Rari Nantes Florentia | 0-6 ; 0-5 ; 3-6 ; 0-3 |
| 7 octobre  | Vaterpolo Klub Koper  | 16-4  | PVK Val Prčanj        | 4-0 ; 3-2 ; 5-2 ; 4-0 |
| 8 octobre  | Rari Nantes Florentia | 13-9  | PVK Val Prčanj        | 5-2 ; 3-3 ; 2-2 ; 3-2 |
| 8 octobre  | PAOK                  | 17-1  | Orta Doğu             | 4-0 ; 5-0 ; 5-1 ; 3-0 |
| 8 octobre  | Orta Doğu             | 7-16  | PVK Val Prčanj        | 1-6 ; 4-3 ; 1-2 ; 1-5 |
| 8 octobre  | Vaterpolo Klub Koper  | 9-3   | PAOK                  | 4-0 ; 2-1 ; 1-1       |
| 9 octobre  | PAOK                  | 15-5  | PVK Val Prčanj        | 6-3 ; 4-1 ; 2-1 ; 3-0 |
| 9 octobre  | Vaterpolo Klub Koper  | 6-8   | Rari Nantes Florentia | 1-3 ; 2-2 ; 3-1 ; 0-2 |
| 10 octobre | Rari Nantes Florentia | 19-7  | PAOK                  | 3-1 ; 6-2 ; 5-2       |
| 10 octobre | Vaterpolo Klub Koper  | 20-5  | Orta Doğu             | 4-0 ; 8-2 ; 5-1 ; 3-2 |

### Deuxième tour
Le deuxième tour a lieu entre le vendredi 22 et le dimanche 24 octobre 2010. Les deux premiers de chaque groupe se qualifient pour les huitièmes de finale.
Le tirage au sort des groupes a lieu le 11 octobre 2010 à Luxembourg.

#### Groupe E
Les matches du groupe E se jouent à Kotor, au Monténégro.
| Rang | Équipe                                 | Pts | J | G | N | P | Bp | Bc | Diff |
| ---- | -------------------------------------- | --- | - | - | - | - | -- | -- | ---- |
| 1    | Panionios Gymnastikos Syllogos Smyrnis | 9   | 3 | 3 | 0 | 0 | 48 | 16 | +32  |
| 2    | Vaterpolo Akademija Cattaro            | 4   | 3 | 1 | 1 | 1 | 27 | 32 | -5   |
| 3    | Ligamus                                | 3   | 3 | 1 | 0 | 2 | 24 | 39 | -15  |
| 4    | İstanbul Yüzme İhtısas Kulübü          | 1   | 3 | 0 | 1 | 2 | 22 | 34 | -12  |

| Date       |                                        | Score |                                        | Quarts-temps          |
| ---------- | -------------------------------------- | ----- | -------------------------------------- | --------------------- |
| 22 octobre | Panionios Gymnastikos Syllogos Smyrnis | 15-4  | İstanbul Yüzme İhtısas Kulübü          | 3-1 ; 5-1 ; 4-0 ; 3-2 |
| 22 octobre | Vaterpolo Akademija Cattaro            | 13-7  | Ligamus                                | 4-1 ; 2-4 ; 4-0 ; 3-2 |
| 23 octobre | Vaterpolo Akademija Cattaro            | 8-8   | İstanbul Yüzme İhtısas Kulübü          | 2-3 ; 2-2 ; 2-1 ; 2-2 |
| 23 octobre | Panionios Gymnastikos Syllogos Smyrnis | 16-6  | Ligamus                                | 5-1 ; 5-2 ; 2-2 ; 4-1 |
| 24 octobre | Ligamus                                | 11-10 | İstanbul Yüzme İhtısas Kulübü          | 4-2 ; 3-1 ; 3-3 ; 1-4 |
| 24 octobre | Vaterpolo Akademija Cattaro            | 6-17  | Panionios Gymnastikos Syllogos Smyrnis | 0-5 ; 2-4             |

#### Groupe F
Les matches du groupe F se jouent à Oradea, en Roumanie.
| Rang | Équipe                          | Pts | J | G | N | P | Bp | Bc | Diff |
| ---- | ------------------------------- | --- | - | - | - | - | -- | -- | ---- |
| 1    | Clubul Sportiv Municipal Oradea | 9   | 3 | 3 | 0 | 0 | 38 | 19 | +19  |
| 2    | Brixia Leonessa Nuoto           | 6   | 3 | 2 | 0 | 1 | 35 | 18 | +17  |
| 3    | Dinamo Moscou                   | 3   | 3 | 1 | 0 | 2 | 20 | 40 | -20  |
| 4    | PAOK                            | 0   | 3 | 0 | 0 | 3 | 19 | 35 | -16  |

| Date       |                                 | Score |                       | Quarts-temps          |
| ---------- | ------------------------------- | ----- | --------------------- | --------------------- |
| 22 octobre | Clubul Sportiv Municipal Oradea | 12-7  | PAOK                  | 1-1 ; 3-1 ; 4-3 ; 4-2 |
| 22 octobre | Dinamo Moscou                   | 3-17  | Brixia Leonessa Nuoto | 0-1 ; 0-4 ; 1-6 ; 2-6 |
| 23 octobre | Clubul Sportiv Municipal Oradea | 18-8  | Dinamo Moscou         | 3-3 ; 4-0 ; 4-1 ; 7-4 |
| 23 octobre | Brixia Leonessa Nuoto           | 14-7  | PAOK                  | 5-1 ; 2-1 ; 2-3 ; 5-2 |
| 24 octobre | PAOK                            | 5-9   | Dinamo Moscou         | 0-4 ; 2-1 ; 1-2 ; 2-2 |
| 24 octobre | Clubul Sportiv Municipal Oradea | 8-4   | Brixia Leonessa Nuoto | 3-1 ; 3-2 ; 2-0 ; 0-1 |

#### Groupe G
Les matches du groupe G se jouent à Nice, en France.
| Rang | Équipe                        | Pts | J | G | N | P | Bp | Bc | Diff |
| ---- | ----------------------------- | --- | - | - | - | - | -- | -- | ---- |
| 1    | Ferencváros Torna Club        | 9   | 3 | 3 | 0 | 0 | 30 | 25 | +5   |
| 2    | Naftikós Ómilos Vouliagménis  | 6   | 3 | 2 | 0 | 1 | 22 | 20 | +2   |
| 3    | Olympic Nice natation         | 1   | 3 | 0 | 1 | 2 | 25 | 28 | -3   |
| 4    | Amateur Schwimm Club Duisburg | 1   | 3 | 0 | 1 | 2 | 22 | 26 | -4   |

| Date       |                               | Score |                               | Quarts-temps          |
| ---------- | ----------------------------- | ----- | ----------------------------- | --------------------- |
| 22 octobre | Ferencváros Torna Club        | 11-9  | Naftikós Ómilos Vouliagménis  | 3-2 ; 2-3 ; 3-2       |
| 22 octobre | Olympic Nice natation         | 11-11 | Amateur Schwimm Club Duisburg | 4-5 ; 2-2 ; 3-2 ; 2-2 |
| 23 octobre | Amateur Schwimm Club Duisburg | 8-9   | Ferencváros Torna Club        | 2-2 ; 3-4 ; 0-2 ; 3-1 |
| 23 octobre | Olympic Nice natation         | 6-7   | Naftikós Ómilos Vouliagménis  | 2-2 ; 3-2 ; 1-1 ; 0-2 |
| 24 octobre | Naftikós Ómilos Vouliagménis  | 6-3   | Amateur Schwimm Club Duisburg | 1-1 ; 2-1 ; 2-0 ; 1-1 |
| 24 octobre | Olympic Nice natation         | 8-10  | Ferencváros Torna Club        | - ; -                 |

#### Groupe H
Les matches du groupe H se jouent à Berlin, en Allemagne.
| Rang | Équipe                   | Pts | J | G | N | P | Bp | Bc | Diff |
| ---- | ------------------------ | --- | - | - | - | - | -- | -- | ---- |
| 1    | Wasserfreunde Spandau 04 | 9   | 3 | 3 | 0 | 0 | 37 | 19 | +18  |
| 2    | Rari Nantes Florentia    | 6   | 3 | 2 | 0 | 1 | 51 | 30 | +21  |
| 3    | Montpellier Water-Polo   | 3   | 3 | 1 | 0 | 2 | 27 | 33 | -6   |
| 4    | Ilychevets Mariupol      | 0   | 3 | 0 | 0 | 3 | 18 | 51 | -33  |

| Date       |                          | Score |                        | Quarts-temps          |
| ---------- | ------------------------ | ----- | ---------------------- | --------------------- |
| 22 octobre | Montpellier Water-Polo   | 9-16  | Rari Nantes Florentia  | 2-2 ; 5-4 ; 1-3 ; 1-7 |
| 22 octobre | Wasserfreunde Spandau 04 | 14-3  | Ilychevets Mariupol    | 4-0 ; 3-1 ; 4-2 ; 3-0 |
| 23 octobre | Ilychevets Mariupol      | 7-23  | Rari Nantes Florentia  | 2-5 ; 2-7 ; 1-6 ; 2-5 |
| 23 octobre | Wasserfreunde Spandau 04 | 9-4   | Montpellier Water-Polo | 4-0 ; 2-2 ; 2-1 ; 1-1 |
| 24 octobre | Ilychevets Mariupol      | 8-14  | Montpellier Water-Polo | 1-3 ; 1-5 ; 3-4 ; 3-2 |
| 24 octobre | Wasserfreunde Spandau 04 | 14-12 | Rari Nantes Florentia  | 1-5 ; 3-2 ; 4-2 ; 6-3 |

#### Groupe I
Les matches du groupe I se jouent à Marseille, en France.
| Rang | Équipe                          | Pts | J | G | N | P | Bp | Bc | Diff |
| ---- | ------------------------------- | --- | - | - | - | - | -- | -- | ---- |
| 1    | Domino Budapest Honvéd SE       | 7   | 3 | 2 | 1 | 0 | 42 | 20 | +22  |
| 2    | Cercle des nageurs de Marseille | 5   | 3 | 1 | 2 | 0 | 35 | 19 | +16  |
| 3    | Club Natació Terrassa           | 4   | 3 | 1 | 1 | 1 | 39 | 23 | +16  |
| 4    | Schwimmsportverein Esslingen    | 0   | 3 | 0 | 0 | 3 | 4  | 58 | -54  |

| Date       |                                 | Score |                              | Quarts-temps          |
| ---------- | ------------------------------- | ----- | ---------------------------- | --------------------- |
| 22 octobre | Cercle des nageurs de Marseille | 18-2  | Schwimmsportverein Esslingen | 3-2 ; 3-0 ; 6-0       |
| 22 octobre | Domino Budapest Honvéd SE       | 15-9  | Club Natació Terrassa        | 2-3 ; 5-1 ; 3-2 ; 5-3 |
| 23 octobre | Domino Budapest Honvéd SE       | 18-2  | Schwimmsportverein Esslingen | 5-1 ; 7-1 ; 3-0 ; 4-0 |
| 23 octobre | Cercle des nageurs de Marseille | 8-8   | Club Natació Terrassa        | - ; -                 |
| 24 octobre | Schwimmsportverein Esslingen    | 0-22  | Club Natació Terrassa        | 0-3 ; 0-5 ; 0-8 ; 0-6 |
| 24 octobre | Cercle des nageurs de Marseille | 9-9   | Domino Budapest Honvéd SE    | 1-3 ; 4-2 ; 3-3 ; 1-1 |

#### Groupe L
Les matches du groupe L se jouent à Koper, en Slovénie.
| Rang | Équipe                 | Pts | J | G | N | P | Bp | Bc | Diff |
| ---- | ---------------------- | --- | - | - | - | - | -- | -- | ---- |
| 1    | Rari Nantes Savona     | 9   | 3 | 3 | 0 | 0 | 34 | 22 | +12  |
| 2    | Vaterpolo Klub Koper   | 6   | 3 | 2 | 0 | 1 | 37 | 30 | +7   |
| 3    | Shturm 2002            | 3   | 3 | 1 | 0 | 2 | 39 | 28 | +11  |
| 4    | Naftikos Omilos Patras | 0   | 3 | 0 | 0 | 3 | 17 | 47 | -30  |

| Date       |                        | Score |                        | Quarts-temps          |
| ---------- | ---------------------- | ----- | ---------------------- | --------------------- |
| 22 octobre | Rari Nantes Savona     | 10-9  | Shturm 2002            | 2-3 ; 2-2 ; 4-2 ; 2-2 |
| 22 octobre | Vaterpolo Klub Koper   | 15-8  | Naftikos Omilos Patras | 5-2 ; 1-1 ; 3-3 ; 6-2 |
| 23 octobre | Naftikos Omilos Patras | 4-14  | Rari Nantes Savona     | 0-4 ; 1-2 ; 1-5 ; 2-3 |
| 23 octobre | Vaterpolo Klub Koper   | 13-12 | Shturm 2002            | 6-2 ; 1-5 ; 4-1 ; 2-4 |
| 24 octobre | Shturm 2002            | 18-5  | Naftikos Omilos Patras | 5-2 ; 3-0 ; 6-1 ; 4-2 |
| 24 octobre | Vaterpolo Klub Koper   | 9-10  | Rari Nantes Savona     | 3-3 ; 5-3 ; 0-3 ; 1-1 |

#### Groupe M
Les matches du groupe M se jouent à İstanbul, en Turquie.
| Rang | Équipe                            | Pts | J | G | N | P | Bp | Bc | Diff |
| ---- | --------------------------------- | --- | - | - | - | - | -- | -- | ---- |
| 1    | Sintez Kazan                      | 7   | 3 | 2 | 1 | 0 | 37 | 15 | +22  |
| 2    | Galatasaray Spor Kulübü           | 7   | 3 | 2 | 1 | 0 | 26 | 17 | +9   |
| 3    | Francs nageurs cheminots de Douai | 3   | 3 | 1 | 0 | 2 | 25 | 34 | -9   |
| 4    | PVK Val Prčanj                    | 0   | 3 | 0 | 0 | 3 | 18 | 40 | -22  |

| Date       |                                   | Score |                                   | Quarts-temps          |
| ---------- | --------------------------------- | ----- | --------------------------------- | --------------------- |
| 22 octobre | Sintez Kazan                      | 13-7  | Francs nageurs cheminots de Douai | 3-1 ; 1-2 ; 4-3 ; 5-1 |
| 22 octobre | Galatasaray Spor Kulübü           | 9-6   | PVK Val Prčanj                    | 2-2 ; 2-2 ; 3-1 ; 2-1 |
| 23 octobre | Sintez Kazan                      | 18-2  | PVK Val Prčanj                    | 5-0 ; 5-1 ; 4-1 ; 4-0 |
| 23 octobre | Galatasaray Spor Kulübü           | 11-5  | Francs nageurs cheminots de Douai | 3-2 ; 2-0 ; 3-0 ; 3-3 |
| 24 octobre | Francs nageurs cheminots de Douai | 13-10 | PVK Val Prčanj                    | 1-2 ; 5-3 ; 2-2 ; 5-3 |
| 24 octobre | Galatasaray Spor Kulübü           | 6-6   | Sintez Kazan                      | 2-4 ; 1-2 ; 0-0 ; 3-0 |

#### Groupe N
Les matches du groupe N se jouent à Naples, en Italie.
| Rang | Équipe                    | Pts | J | G | N | P | Bp | Bc | Diff |
| ---- | ------------------------- | --- | - | - | - | - | -- | -- | ---- |
| 1    | Circolo Nautico Posillipo | 9   | 3 | 3 | 0 | 0 | 36 | 14 | +22  |
| 2    | ČH Hornets Košice         | 6   | 3 | 2 | 0 | 1 | 30 | 20 | +10  |
| 3    | Vaterpolo klub ŽAK        | 3   | 3 | 1 | 0 | 2 | 21 | 33 | -12  |
| 4    | Schuurman BRC             | 0   | 3 | 0 | 0 | 3 | 21 | 41 | -20  |

| Date       |                           | Score |                    | Quarts-temps          |
| ---------- | ------------------------- | ----- | ------------------ | --------------------- |
| 22 octobre | ČH Hornets Košice         | 13-6  | Vaterpolo klub ŽAK | 3-2 ; 4-2 ; 2-1 ; 4-1 |
| 22 octobre | Circolo Nautico Posillipo | 17-6  | Schuurman BRC      | 4-3 ; 6-0 ; 2-2 ; 5-1 |
| 23 octobre | Vaterpolo klub ŽAK        | 13-9  | Schuurman BRC      | 4-3 ; 3-2 ; 3-3 ; 3-1 |
| 23 octobre | Circolo Nautico Posillipo | 8-6   | ČH Hornets Košice  | 2-2 ; 3-0 ; 2-3 ; 1-1 |
| 24 octobre | Schuurman BRC             | 6-11  | ČH Hornets Košice  | - ; -                 |
| 24 octobre | Circolo Nautico Posillipo | 11-2  | Vaterpolo klub ŽAK | - ; -                 |

## Phase à élimination directe
Chaque tour de cette phase se joue en matches aller et retour. Se qualifie l'équipe qui a le meilleur score cumulé. Une prolongation (« P ») de deux fois trois minutes, voire une séance de tirs au but (« T »), sont prévues pour départager les équipes à la fin du match retour.

### Huitièmes de finale
Le tirage au sort des huitièmes de finale a lieu le 31 octobre 2010 à Rijeka, en Croatie.
| Hôte aller (13 et 14 novembre)         | aller | Score total | retour | Hôte retour (18 décembre)              | quarts-temps aller    | quarts-temps retour                         |
| -------------------------------------- | ----- | ----------- | ------ | -------------------------------------- | --------------------- | ------------------------------------------- |
| Galatasaray Spor Kulübü                | 6-10  | 9-25        | 3-15   | Rari Nantes Savona                     | 2-2 ; 2-3 ; 2-2 ; 0-3 | 1-5 ; 0-2 ; 1-6 ; 2-2                       |
| Rari Nantes Florentia                  | 11-7  | 16-17       | 5-10   | Clubul Sportiv Municipal Oradea        | 4-2 ; 4-3 ; 2-1 ; 1-1 | 1-3 ; 0-1 ; 2-2 ; 2-4                       |
| Wasserfreunde Spandau 04               | 8-19  | 18-27       | 10-8   | Brixia Leonessa Nuoto                  | 1-4 ; 3-5 ; 0-4 ; 4-6 | 2-1 ; 2-2 ; 4-4 ; 2-1                       |
| Cercle des nageurs de Marseille        | 8-7   | 14-14 (T)   | 6-7    | Circolo Nautico Posillipo              | 2-2 ; 2-2 ; 2-0 ; 2-3 | 1-1 ; 3-1 ; 1-3 ; 1-2 P : 0-0 ; 0-0 T : 3-2 |
| Ferencváros Torna Club                 | 11-5  | 15-11       | 4-6    | Vaterpolo Akademija Cattaro            | 0-3 ; 3-2 ; 3-1 ; 1-3 | 1-2 ; 2-1 ; 0-2 ; 1-1                       |
| Naftikós Ómilos Vouliagménis           | 7-9   | 14-18       | 7-9    | Panionios Gymnastikos Syllogos Smyrnis | 0-3 ; 3-2 ; 3-1 ; 1-0 | 2-3 ; 1-1 ; 2-3 ; 2-2                       |
| Domino Budapest Honvéd Sport Egyesület | 14-8  | 16-13       | 2-5    | ČH Hornets Košice                      | 4-2 ; 3-3 ; 2-1 ; 5-2 | 1-0 ; 0-2 ; 1-2 ; 0-1                       |
| Sintez Kazan                           | 9-8   | 21-21 (T)   | 12-13  | Vaterpolo klub Koper                   | 3-1 ; 1-3 ; 3-1 ; 2-3 | 3-2 ; 1-4 ; 2-3 ; 6-4 P : 0-0 ; 0-0 T : 7-8 |

### Quarts de finale
Le tirage au sort des quarts de finale a lieu le 20 décembre 2010 à Luxembourg.
| Hôte aller (19 janvier)                | aller | Score total   | retour | Hôte retour (2 février)                | quarts-temps aller    | quarts-temps retour                 |
| -------------------------------------- | ----- | ------------- | ------ | -------------------------------------- | --------------------- | ----------------------------------- |
| Cercle des nageurs de Marseille        | 7-6   | 14-12         | 7-6    | Brixia Leonessa Nuoto                  | 1-3 ; 2-1             | 2-1 ; 3-1 ; 1-1 ; 1-3               |
| Vaterpolo klub Koper                   | 8-12  | 17-21         | 9-9    | Panionios Gymnastikos Syllogos Smyrnis | 5-4 ; 0-3 ; 2-3 ; 1-2 | 2-3 ; 2-2 ; 3-3 ; 2-1               |
| Domino Budapest Honvéd Sport Egyesület | 12-9  | 19-19 T : 4-2 | 7-10   | Clubul Sportiv Municipal Oradea        | 2-3 ; 3-2 ; 4-2       | 2-3 ; 2-2 ; 1-3 ; 1-1 P : 1-0 ; 0-1 |
| Rari Nantes Savona                     | 10-5  | 20-10         | 10-5   | Ferencváros Torna Club                 | 3-0 ; 1-1 ; 2-3 ; 4-1 | 5-2 ; 2-1 ; 0-2 ; 3-0               |

### Demi-finales
Le tirage au sort des demi-finales a lieu le 8 février 2011 à Rome, en Italie
| Hôte aller (16 février)                | aller | Score total | retour | Hôte retour (9 mars)                   | quarts-temps aller    | quarts-temps retour                 |
| -------------------------------------- | ----- | ----------- | ------ | -------------------------------------- | --------------------- | ----------------------------------- |
| Cercle des nageurs de Marseille        | 9-9   | 14-19       | 5-10   | Rari Nantes Savona                     | 2-3 ; 2-2 ; 2-0 ; 3-4 | 1-4 ; 1-0 ; 1-3 ; 2-3               |
| Domino Budapest Honvéd Sport Egyesület | 12-9  | 18-20       | 6-11   | Panionios Gymnastikos Syllogos Smyrnis | 4-3 ; 5-3 ; 1-2 ; 2-1 | 1-6 ; 2-0 ; 1-2 ; 2-1 P : 0-1 ; 0-1 |

### Finale
Le tirage au sort de l'ordre des matches de la finale a lieu le 10 mars 2011 à Luxembourg
| Hôte aller (13 avril)                  | aller | Score total | retour | Hôte retour (27 avril) | quarts-temps aller    | quarts-temps retour   |
| -------------------------------------- | ----- | ----------- | ------ | ---------------------- | --------------------- | --------------------- |
| Panionios Gymnastikos Syllogos Smyrnis | 9-9   | 12-20       | 3-11   | Rari Nantes Savona     | 1-2 ; 3-3 ; 1-2 ; 4-2 | 2-5 ; 1-3 ; 0-1 ; 0-2 |

## Sources
- [PDF] (en) Partie 3 du règlement des coupes d'Europe de clubs, Ligue européenne de natation, 5 août 2008.
- Calendrier : [PDF] « Water-polo. Règlement 2010-2011 »(Archive.org • Wikiwix • Archive.is • Google • Que faire ?), Fédération française de natation, pages 23-25 ; fichier consulté le 19 juin 2010.